# Kristjan Kangur
Kristjan Kangur (* 23. Oktober 1982 in Pärnu, Estnische SSR) ist ein estnischer Basketballspieler. Kangur spielte lange Zeit für den BC Kalev in seinem Heimatland, mit dem er einmal nationaler Meister 2009 und zweimal Pokalsieger werden konnte. Unterbrochen wurde diese Zeit nur durch seine erste Auslandsstation bei Bayer Leverkusen, für die er zwei Spielzeiten in der deutschen Basketball-Bundesliga spielte. Seit 2009 spielt Kangur erneut im Ausland; nach einer Spielzeit beim damaligen französischen Meister ASVEL spielte er zwischen 2010 und 2017 in Italien, wo er mit Montepaschi Siena und Olimpia Milano je einmal die nationale Meisterschaft gewann.

## Karriere
Kangur spielte zunächst beim Ehitustööriist in der estnischen Hauptstadt Tallinn, einem erst 1998 gegründeten Verein in der höchsten estnischen Spielklasse. 2004 verließ er den Verein und wechselte nach Deutschland zu den Bayer Giants aus Leverkusen. Der deutsche Rekordmeister wollte sich als „Talentschmiede“ profilieren und setzte verstärkte auf junge Spieler. Nachdem in den zwei Spielzeiten zuvor nur jeweils sehr knapp den Einzug in die Play-offs um die deutsche Meisterschaft erreicht hatte, verpasste man in der Basketball-Bundesliga 2004/05 erstmals seit Jahrzehnten die Finalrunde um die Meisterschaft. Auch in der folgenden Spielzeit Basketball-Bundesliga 2005/06 lief es nicht besser und der Einzug in die Play-offs wurde erneut deutlich verpasst. Kangur konnte die Zeit in Leverkusen kaum nutzen, um auf sich aufmerksam zu machen, auch wenn sich seine Spielzeit von zehn Minuten pro Spiel auf durchschnittlich gut fünfzehn Minuten Einsatzzeit in der zweiten Spielzeit erhöhte.
2006 kehrte Kangur nach Tallinn zurück, wo sich sein ehemaliger Verein nun BC Kalev nannte und zuvor zweimal das nationale Double gewonnen hatte. Während man den Meistertitel in der Folge nicht verteidigen konnte, gewann man auch die beiden folgenden Pokalwettbewerbe in Estland. Erst 2009 konnte man den Titel in diesem Wettbewerb nicht mehr verteidigen, dafür gewann Kangur unter anderem zusammen mit seinem ehemaligen Leverkusener Mannschaftskameraden Nate Fox für Kalev erneut die Meisterschaft, was Kangurs erste Meisterschaft in Estland bedeutete. Anschließend wagte Kangur erneut den Sprung ins Ausland und wechselte zum französischen Rekordmeister ASVEL aus Villeurbanne. Im höchsten europäischen Vereinswettbewerb EuroLeague 2009/10 schied ASVEL in der sechs Mannschaften umfassenden Vorrundengruppe A in einem ungewöhnlichen direkten Vergleich zwischen vier Mannschaften vorzeitig aus. Der Titelverteidiger der LNB Pro A gewann zwar auf nationale den Ligapokal „Semaine de As“, verpasste aber als Tabellenneunter knapp den Einzug in die Play-offs um die nationale Meisterschaft. Anschließend spielte Kangur die Meisterschafts-Play-offs in Italien für Virtus Canadian Solar aus Bologna. In den Play-offs verpasste man jedoch knapp in fünf Spielen des Viertelfinales das Weiterkommen.
Für die Spielzeit 2010/11 blieb Kangur in der italienischen Lega Basket Serie A und wechselte zum Traditionsverein aus Varese, der 2011 erstmals nach seinem Wiederaufstieg 2009 die Meisterschafts-Play-offs erreichte und wie Virtus Bologna ein Jahr zuvor ebenfalls im Play-off-Viertelfinale ausschied. Bei Cimberio Varese gehörte er zu den Leistungsträgern und erreichte erstmals im Ausland durchschnittlich mehr als 20 Minuten Einsatzzeit pro Spiel sowie gut zehn Punkte und fünf Rebounds im Durchschnitt. In der darauffolgenden Spielzeit musste man in der ersten Runde der Play-offs gegen Serienmeister Montepaschi Siena antreten, gegen den man nach einem Sieg in vier Spielen unterlag. Für die darauffolgende Spielzeit 2012/13 wurde Kangur schließlich von Siena verpflichtet. Im Sommer 2012 verpasste Kangur mit der estnischen Nationalmannschaft zum fünften Mal in Folge die Teilnahme an einer Europameisterschafts-Endrunde. Äußerst knapp schied man nur wegen des schlechteren direkten Vergleichs gegenüber Serbien und Israel bereits in der Qualifikationsrunde aus. Mit Siena verlor Kangur zu Saisonbeginn 2012/13 zwar die „Supercoppa“ gegen Pallacanestro Cantù, gewann aber im Februar 2013 das nationale Pokalfinale gegen seinen ehemaligen Verein aus Varese. In der EuroLeague 2012/13 verpasste man nur knapp den Einzug in die Viertelfinal-Play-offs. Trotz einer nur mäßigen regulären Saison in der nationalen Meisterschaft konnte man am Ende in den Play-offs den Meisterschaftstitel für Siena verteidigen. Nach finanziellen Problemen des Vereins brach die Mannschaft auseinander und Kangur wechselte zum Ligakonkurrenten EA7 aus Mailand, mit dem er gleich in der ersten Saison Meister wurde. Im Sommer 2014 kehrte Kangur zu Varese zurück.